# Joël Omari Tshibamba
Joël Omari Tshibamba (* 22. September 1988 in Kinshasa) ist ein kongolesisch-niederländischer Fußballspieler.

## Karriere
Tshibamba begann seine Karriere bei Blauw-Wit Nijmegen, nachdem er mit seinen Eltern in die Niederlande gezogen war. Später wechselte er in die Jugendabteilung von Quick 1888, von welcher er in die erste Mannschaft des NEC Nijmegen kam. Dort gab er sein Debüt in der Eredivisie am 8. Mai 2008 in den Play-offs zur Qualifikation für den UEFA-Pokal. Im Spiel gegen den FC Groningen wurde der Kongolese in der 90. Minute eingewechselt. Das Spiel wurde 1:0 gewonnen. Nijmegen konnte sich für den UEFA-Cup qualifizieren. Im darauffolgenden Jahr kam er in der Meisterschaft auf zehn Einsätze und drei Tore. Sein erstes Tor erzielte er beim 1:1-Unentschieden gegen den FC Twente Enschede am 13. September 2008. Außerdem wurde er im UEFA-Pokal eingesetzt. Er kam in insgesamt sechs Spielen auf europäischer Klubebene zum Einsatz. In der dritten Runde schied Nijmegen gegen den Hamburger SV aus. In der Meisterschaft wurde Platz elf erreicht.
Anfang der Saison 2009/10 wurde er an den niederländischen Zweitligisten FC Oss verliehen, wo er in 14 Spielen fünf Tore erzielen konnte. In der Winterübertrittszeit wechselte er nach Polen und unterschrieb bei Arka Gdynia, mit welchen er mit Platz 14, einen Punkt vor den Abstiegsrängen, den Gang in die zweite Liga verhindern konnte. Anfang der Saison 2010/11 unterschrieb er beim aktuellen polnischen Meister Lech Posen. Nach nur einem halben Jahr wurde er von dort aus für den Rest der Saison zu AE Larisa nach Griechenland ausgeliehen. Im Anschluss daran verpflichtete der Verein ihn für 200.000 € fest. Seit Januar 2012 ist er an den russischen Klub Krylja Sowetow Samara ausgeliehen.